# Meridiano 164 E
O meridiano 164 E é um meridiano que, partindo do Polo Norte, atravessa o Oceano Ártico, Ásia, Oceano Pacífico, Oceano Antártico, Antártida e chega ao Polo Sul. Forma um círculo máximo com o Meridiano 16 W.
Começando no Polo Norte, o meridiano 164º Este tem os seguintes cruzamentos:
| País, território ou mar | Notas                                                |
| ----------------------- | ---------------------------------------------------- |
| Oceano Ártico           |                                                      |
| Mar Siberiano Oriental  |                                                      |
| Rússia                  | Okrug Autónomo de Chukotka Krai de Kamchatka         |
| Mar de Okhotsk          | Baía de Penjin                                       |
| Rússia                  | Krai de Kamchatka - Península de Kamchatka           |
| Mar de Bering           | Golfo Karaginsky                                     |
| Rússia                  | Krai de Kamchatka - Ilha Karaginsky                  |
| Oceano Pacífico         |                                                      |
| Mar de Bering           |                                                      |
| Mar de Coral            |                                                      |
| Nova Caledônia          |                                                      |
| Mar de Coral            |                                                      |
| Oceano Pacífico         |                                                      |
| Oceano Antártico        |                                                      |
| Antártida               | Dependência de Ross, reivindicada pela Nova Zelândia |
| Oceano Antártico        | Mar de Ross                                          |
| Antártida               | Dependência de Ross, reivindicada pela Nova Zelândia |